# Milionar pentru o zi
Milionar pentru o zi este un film românesc din 1924 regizat de Jean Georgescu. Rolurile principale au fost interpretate de actorii Jean Georgescu, Gaby Danielopol.

## Distribuție
Distribuția filmului este alcătuită din:
- C.Cristobald — Groom
- Lucreția Brezeanu — Proprietăreasa
- Gh.Șerbănescu — Văcsuitorul de ghete
- S.Lorentz — Avocatul
- Patrick Johnson-Petrică — Dansator
- Jean Georgescu — Bob
- Stelian Gruțescu — Funcționar la hotel
- Gaby Danielopol — Lulu